# Вундсхаммер, Бенно
Бенно Вундсхаммер (нем. Benno Wundshammer; 11 апреля 1913, Кёльн, Пруссия — 1987 или 1986, Роттах-Эгерн, Бавария) — немецкий журналист и фотокорреспондент.

## Биография
С 1933 по 1936 год Вундсхаммер проходил обучение на фотографа в Кёльне. Он работал журналистом (в том числе в «Вестбильд»), спортивным журналистом, военным корреспондентом и журналистом (например, в «Пингвин», «Руф», «Бильд», «Ревю»). С 1937 года работал репортёром федерации спорта в Берлине.
Будучи членом пропагандистской компании люфтваффе, он был одним из самых главных и самых известных репортёров на службе национал-социалистического режима наряду с Хильмаром Пабелем, Хансом Хубманом или Альфредом Тричлером во время Второй мировой войны. С 1942 по 1945 год он был членом редколлегии международного нацистского пропагандистского журнала «Сигнал».
После войны он смог продолжить свою карьеру в качестве репортёра журнала «Quick» и главного редактора знаменитого журнала «Revue» (до 1952 года). Своими снимками послевоенных знаменитостей, таких как Конрад Аденауэр, Франц Йозеф Штраус, Роми Шнайдер или Арндт фон Болен и Хальбах, он оказал большое влияние на немецкую фотожурналистику. Он также работал фотографом моды и с самого начала интересовался возможностями цветной фотографии. Большая часть его фотографического наследия принадлежит фотоархиву прусского культурного достояния в Берлине.
Выставка «Военный фотограф во Второй мировой войне. Бенно Вундсхаммер» (ноябрь 2014 — февраль 2015) в немецко-русском музее в Берлине-Карлсхорсте показала творчество его жизни в контексте современной истории. Каталог выставки с примерами фоторепортажей Вундсхаммера с начала 1930-х годов анализирует работу немецкого военного корреспондента.

## Публикации
- Die Aufgaben der Bildberichterstattung im Luftkrieg. In: Karl Weiss (Hrsg.): Das Gesicht des Krieges (= Deutsches Kamera-Almanach. Ausgabe 31). Berlin 1941, . — London: Smith, Elder & Co., S. 20-21.
- Flieger, Ritter, Helden — mit dem Haifischgeschwader in Frankreich und andere Kampfberichte. Gütersloh 1941.
- Leutnant Kamp. Erlebnisse eines Kampffliegers. Gütersloh 1941.
- Bomben auf Britenschiffe. Wolfenbüttel 1942.
- Feuer am Olymp. Gütersloh 1944.
- Deutsche Chronik 1954. Hrsg. von Wilhelm Schlösser. Stuttgart 1955.
- Der kleine Hengst. Bei Deutschlands letzten Wildpferden. Gütersloh/München 1972.
- mit Hans-Jürgen Hansen: Windjammerparade. Frankfurt a. M. 1972.
- Knaurs Neues Fotobuch. Vom Anfänger zum Profi. München/Stuttgart 1975.
- Auf den Spuren des Odysseus. Segelschiffreisen in der Antike auf der Suche nach den Schauplätzen und Ereignissen von Homers «Odyssee». Gütersloh 1982.